# Metilprednizolon
A metilprednizolon szintetikus glükokortikoid. 4 mg metilprednizolon gyulladáscsökkentő hatása megegyezik 20 mg hidrokortizonéval, míg mineralokortikoid hatása minimális.
Gyulladásgátló  hatása miatt  széles körben alkalmazzák. Gátolja a gyulladás korai és késői tüneteinek jelentkezését. Csökkenti a véredények tágulatát, permeabilitását, az ödémaképződést. 
Immunszuppresszív hatása is jelentős.
A VIII. Magyar Gyógyszerkönyvben az alábbi neveken hivatalos:
| Metilprednizolon                    | Methylprednisolonum                  |
| Metilprednizolon-acetát             | Methylprednisoloni acetas            |
| Metilprednizolon-hidrogén-szukcinát | Methylprednisoloni hydrogenosuccinas |

## Hatás
A glükokortikoid hormonok  a szervezetben a mellékvesekéreg középső, ún. zona fasciculata rétegében termelődnek, és a szervezet anyagcserefolyamatait, főként a szénhidrátok és fehérjék anyagcseréjét irányítják. Csökkentik a glükózfelvételt és -felhasználást, növelik a glükoneogenezis mértékét, hiperglikémiát hozva létre. Fokozódik a glikogénraktározás, melynek oka a vércukorszint emelkedésének inzulin-szekréció növekedést kiváltó hatása. A glükokortikoidok hatására csökken a fehérjeszintézis, nő a fehérjelebontás, főleg az izomban. Csekély mineralokortikoid aktivitásuk is van, mineralokortikoid receptor szinten. Bizonyos fokú Na+ visszatartást és K+ vesztést eredményeznek.

## Készítmények
- Medrol (Pfizer)
- Metypred (Orion)
- Prednisolon (Richter)